# Semion Làvotxkin
Semion Alekséievitx Làvotxkin (rus: Семён Алексе́евич Ла́вочкин, cognom real: Aizikóvitx, Айзико́вич) (Smolensk, 11 de setembre de 1900 – Moscou, 9 de juny de 1960) va ser un dissenyador i constructor aeronàutic soviètic, membre de l'Acadèmia Soviètica de Ciències (1958), Major General de l'Enginyeria de l'Aviació (1944), dues vegades Heroi del Treball Socialista (1943 i 1956) i membre del Partit Comunista de la Unió Soviètica des de 1953.

## Biografia
Làvotxkin va néixer a Smolensk, en el si d'una família jueva. Després d'allistar-se a l'Exèrcit Roig, va ser enviat a la Universitat Tècnica Estatal de Moscou el 1920. Quan es graduà el 1927 començà a treballar a la indústria aeronàutica soviètica, treballant en diverses oficines de disseny, així com en la Direcció General de la Indústria Aeronàutica. El 1929 Làvotxkin ja era el principal constructor aeronàutic soviètic, començant a treballar a l'Institut Central d'Aerohidrodinàmica TsAGI. El 1939 va ser nomenat cap de l'oficina d'estudis.
Làvotxkin és el pare de diversos avions de combat durant la Segona Guerra Mundial. El pilot Ivan Kojedub, màxim as de l'aviació aliat i 3 vegades Heroi de la Unió Soviètica, va abatre 62 avions alemanys al comandament d'avions dissenyats per Làvotxkin. El 1940, Làvotxkin desenvolupà l'excel·lent caça LaGG-1 (Làvotxkin-Gorbunov-Gudkov), i posteriorment una versió millorada amb dipòsits auxiliars denominada LAGG-3. A partir de 1942 es començà a construir en sèrie el La 5, una versió més potent equipada amb un motor refrigerat per aire. Aquest model va anar perfeccionant-se, donant origen a les versions La-7 i La-9. A partir de 1945, Làvotxkin construí avions de reacció amb ales en forma de fletxa. Un prototipus que realitzà el seu primer vol el 1947 donà origen al caça La 15.
La sort de Làvotxkin canvià després de la guerra. Els seus avions eren superar pels d'altres oficines de disseny, en especial pels creats per Artiom Mikoian, motiu pel qual va anar veient-se relegat a un segon lloc entre els dissenyadors aeronàutics soviètics. El seu darrer caça va ser el La-240, i començà a treballar en míssils terra-aire. Després de la seva mort el 1960, el seu gabinet de disseny continuà dissenyant míssils.

## Premis i distincions
- Heroi del Treball Socialista (2; 1943 i 1956)
- Premi Stalin (4; 1941, 1943, 1946 i 1948)
- Orde de Lenin (3)
- Orde de la Bandera Roja
- Orde de Suvórov de 1a i 2a classe
- Medalla pel Servei de Combat